# Gesellschaft für Internationale Geldgeschichte
Die Gesellschaft für Internationale Geldgeschichte (GIG) ist ein gemeinnütziger Verein mit dem Sitz in Frankfurt am Main, der sich um die wissenschaftliche Forschung auf dem Gebiet der Geldgeschichte (insbesondere der Numismatik) und Medaillenkunde kümmert.

## Geschichte
Die GIG wurde am 26. Juni 1965 in Burgpreppach als „Museum für Internationale Geldgeschichte gemeinnützige Forschungsgesellschaft e. V.“ gegründet; bereits 1967 wurde sie in „Gesellschaft für Internationale Geldgeschichte e. V.“ umbenannt und ihr Sitz nach Frankfurt am Main verlegt. Ihr erster Präsident war Willy Fuchs (1965–1971 und 1974–1992); ihm folgte 1971–1974 Kurt Jaeger. Von 1992 bis 2025 war Christian Stoess Präsident, seitdem ist dies Petros Jossifidis.
Nach einem Höchststand von fast 5000 Mitgliedern im Jahre 1972 und etwa 2800 im Jahr 1990 hat die GIG heute (2025) etwa 500 Mitglieder in mehr als 15 Ländern.
Seit 1966 gibt die GIG die Geldgeschichtlichen Nachrichten heraus.
Seit 1974 verleiht die GIG jährlich einen Ehrenpreis an Numismatiker oder andere Geldhistoriker. Der erste Preisträger war Peter Berghaus.

## Aufgaben
In ihrer Satzung nennt die GIG u. a. die nachfolgenden Satzungszwecke und Aufgaben:
- Förderung der wissenschaftlichen Forschung auf allen Gebieten der Münz-, Geld- und Währungsgeschichte und der Medaillenkunde
- Herausgabe von einmaligen und periodischen Veröffentlichungen (Geldgeschichtliche Nachrichten)
- Erteilung von Auskünften zur Fragen des Münz-, Geld- und Medaillenwesens und der Geschichte der Zahlungsmittel
- Unterhaltung einer einschlägigen Fachbücherei und Ausleihe zu Studienzwecken, Unterhaltung eines Archivs von Unterlagen zur Münz- und Geldgeschichte
- Durchführung von Veranstaltungen (Vorträge, Sammlertreffen, Tauschabende, Ausstellungen und Exkursionen)
- Ausleihe von Unterrichts- und Anschauungsmaterial
- Förderung des Sammelns von Münzen, anderen Geldzeichen und Medaillen